# IC 207
IC 207 ist eine linsenförmige Galaxie vom Hubble-Typ S0/a im Sternbild Walfisch südlich des Himmelsäquators. Sie ist rund 218 Millionen Lichtjahre von der Milchstraße entfernt und hat einen Durchmesser von etwa 140.000 Lj.
Im selben Himmelsareal befinden sich u. a. die Galaxien NGC 830, NGC 842, IC 206, IC 209.
Der Supernova-Kandidat PS 15bxc wird hier beobachtet.
Das Objekt wurde am 26. Januar 1892 vom französischen Astronomen Stéphane Javelle entdeckt.